# Rahe Raheny
Rahe Raheny, egentligen Peter Bendix Rahe Raheny, född 1890, död 1963, var en danskfödd norsk scenograf. Han utbildades vid Det Kongelige Teaters målarsal, och var från 1919 scenograf vid Stavanger teater, 1921-1934 vid Den Nationale Scene och 1934-1960 vid Nationaltheatret.
Raheny utbildade under sin tid på Den Nationale Scene Lita Prahl i scenografi.